# Bruce Melnick
Bruce Melnick (ur. 5 grudnia 1949 w Nowym Jorku) – amerykański astronauta i oficer United States Coast Guard.

## Życiorys
W 1972 ukończył studia inżynieryjne na United States Coast Guard Academy, a w 1975 systemy aeronautyczne na University of West Florida. Przez 20 lat służył w U.S. Coast Guard. Posiada nalot ponad 5000 godzin. 5 czerwca 1987 został wyselekcjonowany przez NASA, w sierpniu 1988 został zakwalifikowany do odbycia lotu kosmicznego jako specjalista misji. Od 6 do października 1990 uczestniczył w misji STS-41 trwającej 4 dni, 2 godziny i 10 minut. Od 7 do 16 maja 1992 brał udział w misji STS-49 trwającej 8 dni, 21 godzin i 17 minut. Łącznie spędził w kosmosie 12 dni, 23 godziny i 27 minut. 
W lipcu 1992 opuścił NASA.

## Odznaczenia i nagrody
- Zaszczytny Krzyż Lotniczy (dwukrotnie)
- Department of Defense Distinguished Service Medal (dwukrotnie)
- U.S. Coast Guard Academy Distinguished Alumni Award (1992)

I inne.